# Giuseppe Marzolo
Giuseppe Marzolo (Padova, 26 aprile 1821 – Padova, 2 gennaio 1867) è stato un organaro e inventore italiano.

## Biografia
Organaro padovano di modesta condizione sociale, apprese il mestiere da un sacerdote della sua città. 
Fu autore di un'invenzione denominata organo stampatore e ripetitore. Si trattava di un congegno, che applicato ad un organo era in grado di stampare le note su un nastro di carta e di riprodurre le medesime note per un numero indefinito di volte. L'invenzione, che doveva essere straordinariamente complicata se contava un milione di molle, fu esposta nell'Esposizione nazionale dell'industria a Brera nel 1857 e premiata con medaglia d'oro. Fu nuovamente premiata con medaglia d'oro all'Esposizione nazionale di Firenze del 1861 ed esposta ancora a Parigi. L'organo stampatore e ripetitore è considerato un antenato del fonografo.
L'invenzione fu così descritta: "Ogni tasto, corrisponde a leve, che mentre schiudono i ventilabri, lasciano impronte sopra un cilindro metallico che rotando si traslata; intanto che uno speciale sistema segna i righi, le note, gli accidenti, gl'intervalli sopra una lista di fogli che esce uniformemente. Allora il cilindro impresso, può reagire sui tasti medesimi che lo impressero, riproducendo i medesimi suoni, il che oltre all'agevolare la lettura del tipo, fa che il maestro, divenuto semplice uditore, giudichi della propria composizione. Un registro cancellatore restituisce il cilindro allo stato di ricevere nuove impronte e ripeterle".